# Пасош Абхазије
Пасош Абхазије је јавна путна исправа која се држављанину непризнате републике Абхазије издаје за путовање и боравак у иностранству, као и за повратак у земљу.
За време боравка у иностранству, путна исправа служи њеном имаоцу за доказивање идентитета и као доказ о држављанству Абхазије.
Пасош Абхазије се издаје за неограничен број путовања.

## Језици
Пасош је исписан руским и абхазким језиком као и личне информације носиоца.